# Molleda (Cantabria)
Molleda es una localidad del municipio de Val de San Vicente (Cantabria, España). En el año 2008 contaba con una población de 206 habitantes (INE). La localidad se encuentra a 20 metros de altitud sobre el nivel del mar, y a 4,5 kilómetros de la capital municipal, Pesués.
Al norte cuenta con un monte que les separa de Unquera, al sur limita con San Pedro de las Baheras, al este con Prio y al oeste con el río Deva que les separa de Asturias.
También Molleda es el comienzo del desfiladero de La Hermida que termina en Liébana. También tiene una vega de 52 hectáreas. La economía es el ganado sobre todo en vacuno y caprino.
La carretera N-621 atraviesa esta población y en dicha travesía se sitúa la intersección con la carretera local CA-841 de acceso a Prío. y, junto a esta, se localiza una parada de autobús de la línea de transporte público regular Fuente Dé - Santander.